# Transcetolază
Transcetolaza este o enzimă din clasa transferazelor care este codificată la om de gena TKT. Participă atât la calea pentozo-fosfat, la toate organismele, cât și în ciclul Calvin din cadrul fotosintezei.